# Pietro Antonio Lorenzoni
Pietro Antonio Lorenzoni (født 1721 i Cles i Tyrol, død 1782 Saluzburg) var en østrigsk maler, der menes at have malet flere portrætter af Wolfgang Amadeus Mozart og hans familie: "Drengen Mozart" (1763), hans søster Maria Anna Mozartt i "Nannerl som barn" (1763) og et portræt af deres far Leopold Mozart (ca. 1765). Han ankom til Salzburg, Østrig i 1740'erne og ønskede først at male Wolfgang og Nannerl. Hans protégé, Johann Nepomuk della Croce, malede et Mozarts familieportræt i 1780.